# Fist City
| Оценки критиков | Оценки критиков |
| Источник        | Оценка          |
| --------------- | --------------- |
| AllMusic        | [ 1 ]           |

Fist City — 12-й студийный альбом американской кантри-певицы Лоретты Линн, выпущенный 15 апреля 1968 года на лейбле Decca Records. Продюсером был Оуэн Брэдли.

## История
Релиз диска состоялся 15 апреля 1968 года на лейбле Decca Records.
Альбом получил положительные отзывы музыкальных критиков и интернет-изданий.
В номере от 4 мая 1968 года журнал Billboard опубликовал рецензию на альбом, в которой говорилось: «Лоретта Линн сочетает мощную лирику с сильными эмоциями на этой пластинке. Назовите это кантри-соул. Отличная пластинка».
В выпуске журнала Cashbox от 27 апреля 1968 года был опубликован обзор, в котором говорилось: «„Fist City“, это мощная работа, которая в короткие сроки обязательно поднимется в чартах. Тепло Лоретты и искреннее пение уже давно сделало её неоспоримой Королевой музыки кантри, и она, кажется, только лучше с каждым последующим диском». В обзоре отметили песни «Fist City», «A Satisfied Mind», «I Don’t Wanna Play House», и «What Kind of a Girl (Do You Think I Am?)» как лучшие на альбоме.
Альбом был на первом месте кантри-чарта США Top Country Albums, став там 3-м чарттоппером певицы, после
You Ain’t Woman Enough (№ 1 в 1966) и Don’t Come Home a Drinkin' (With Lovin' on Your Mind) (№ 1 в 1967). Первый сингл, «What Kind of a Girl (Do You Think I Am)» вышел в августе 1967 и достиг № 5 в кантри-чарте Billboard Hot Country Singles. Второй сингл, «Fist City», вышел в январе 1968 и достиг № 1, став вторым чарттоппером певицы, после сингла «en:Don't Come Home A-Drinkin' (With Lovin' on Your Mind)» (№ 1 в 1967).

## Список композиций
| №  | Название                        | Автор(ы)                           | Дата записи   | Длительность |
| -- | ------------------------------- | ---------------------------------- | ------------- | ------------ |
| 1. | «Fist City»                     | Лоретта Линн                       | 9 марта 1968  | 2:10         |
| 2. | «Jackson Ain't a Very Big Town» | Vic McAlphin                       | 21 марта 1968 | 2:16         |
| 3. | «You Didn't Like My Lovin'»     | Joe "Red" Hayes Lynn Teddy Wilburn | 22 марта 1968 | 1:52         |
| 4. | «I've Got Texas in My Heart»    | Mildred Burk Rose Burk             | 9 января 1968 | 2:14         |
| 5. | «You Never Were Mine»           | Jay Lee Webb                       | 22 марта 1968 | 2:09         |
| 6. | «Somebody's Back in Town»       | Lynn Doyle Wilburn T. Wilburn      | 21 марта 1968 | 2:34         |

| №  | Название                                  | Автор(ы)                    | Дата записи    | Длительность |
| -- | ----------------------------------------- | --------------------------- | -------------- | ------------ |
| 1. | «A Satisfied Mind»                        | Joe "Red" Hayes Jack Rhodes | 21 марта 1968  | 2:42         |
| 2. | «How Long Will It Take?»                  | Warren McPherson            | 22 марта 1968  | 2:23         |
| 3. | «I Don't Wanna Play House»                | Billy Sherrill Glenn Sutton | 21 марта 1968  | 2:32         |
| 4. | «I'm Shootin' for Tomorrow»               | Lynn                        | 22 марта 1968  | 1:55         |
| 5. | «What Kind of a Girl (Do You Think I Am)» | Lynn T. Wilburn             | 20 апреля 1967 | 2:49         |

## Позиции в чартах

### Альбом
| Чарт (1968)                         | Высшая позиция |
| ----------------------------------- | -------------- |
| США (Hot Country Albums, Billboard) | 1              |

### Синглы
| Название                                   | Год  | Высшая позиция | Высшая позиция |
| Название                                   | Год  | US Country     | CAN Country    |
| ------------------------------------------ | ---- | -------------- | -------------- |
| «What Kind of a Girl (Do You Think I Am?)» | 1967 | 5              | 6              |
| «Fist City»                                | 1968 | 1              | 1              |